# SPARKLE (SCOOBIE DOのアルバム)
『SPARKLE』（スパークル）は、Scoobie Doのスタジオ・アルバムである。2009年6月にリリースされたアルバム。

## 収録曲
1. JUMP TRAIN
2. MIGHTY SWING
3. BOOGIE DOWN
4. 砂のお城
5. ガレキの上のジェットコースター
6. 彼女のプレイメイト
7. B型のマイガール
8. 遺伝子狂騒曲
9. C.H.E.R.R.Y.
10. ORANGE
11. OH YEAH! OH YEAH! OH YEAH!
12. LONELY STEPPERS

全作詞・曲／マツキ タイジロウ
全編曲、プロデュース/Scoobie Do

## スタッフ
- 中村宗一郎 : エンジニア